# Celestino Rosatelli
Celestino Rosatelli (* 8. April 1885 in Belmonte in Sabina; † 23. September 1945 in Turin) war ein italienischer Luftfahrtingenieur.
Celestino Rosatelli wurde in Belmonte in Sabina, in der Nähe von Rieti, als Sohn von Bernardino Rosatelli und dessen Ehefrau Apollonia geboren. Die Eltern erkannten seine herausragenden mathematischen Fähigkeiten und konnten sein Studium unterstützen. Er studierte dann in Rom Ingenieurwissenschaften und machte 1910 seinen Abschluss. Danach entwickelte er in Turin Flugzeuge für Fiat.
Celestino entwickelte die erfolgreichsten Flugzeuge seiner Zeit, wie Fiat CR.42 und Fiat BR.20. Auch das Doppeldecker-Jagdflugzeug Fiat CR.1 wurde von ihm entwickelt. Die Bezeichnung CR sind dabei die Anfangsbuchstaben seines Namens.